# استیو وازنیک
استیون گَری وازنیَاک (به انگلیسی: Stephen Gary Wozniak) مشهور به استیو وازنیاک و ملقب به دِ واز (به انگلیسی: The Woz) یک مهندس کامپیوتر، مخترع و دانشمند آمریکایی است که در ۲۶ سالگی همراه با رونالد وین و استیو جابز کمپانی اپل را در سال ۱۹۷۶ تأسیس کرد. وازنیک و استیو جابز به واسطه کامپیوتری به نام اپل I که وازنیک طراحی کرده بود، اقدام به تأسیس این کمپانی کردند. اپل I و اپل II نیز دو کامپیوتر شخصی بودند که توسط وازنیک در سال ۱۹۷۶ و ۱۹۷۷ طراحی شدند. اپل I اولین کامپیوتر شخصی بود که قابلیت متصل‌شدن به یک نمایشگر ویدئویی را داشت، و اپل II اولین کامپیوتر شخصی بود که قابلیت نمایش رنگ و برنامه‌نویسی شدن در زبان بیسیک را داشت. پس از موفقیت اپل I و اپل II، شرکت اپل تصمیم به ساخت نسخه جدیدی از دو محصول قبلی خود گرفت. در سال ۱۹۸۰ آن‌ها اپل III را عرضه کردند، اما بنابر دلایلی، اپل III به موفقیت نرسید و در سال ۱۹۸۴ توسعه آن نیز متوقف شد. یک سال پس از عرضه اپل III، وازنیک دچار یک سانحه هواپیمایی که خود خلبان آن بود نیز شد. با مراقبت‌های پزشکی، او بار دیگر سلامت خود را بازیافت. در سال ۱۹۷۸، استیو جابز تیمی را به نام «لیسا» برای ساختِ کامپیوتر جدیدی به همان نام نیز تشکیل داد؛ در سال ۱۹۸۲، استیو جابز از تیم لیسا اخراج شد، و در سال ۱۹۸۳ نیز کامپیوتر لیسا به بازار عرضه شد. استیو وازنیک از کسانی بود که در دو پروژه اپل III و لیسا نیز شرکت کرد. او همچنان در پروژه مکینتاش که به مدیریت استیو جابز بود نیز شرکت کرد. پروژه ساختِ اولین مکینتاش از سال ۱۹۷۹ آغاز شد و در سال ۱۹۸۴ نیز پایان یافت و به بازار عرضه شد. دستگاه ماوس به علاوه سیستم عامل مکینتاش (که دارای یک محیط گرافیکی بوده‌است) نیز محصول شرکت زیراکس بوده‌است. در سال ۱۹۸۵، وازنیک شرکتی به نام سی ال ۹ را تأسیس کرد. این کمپانی در سال ۱۹۸۷ اولین دستگاه کنترل از راه دور عمومی که قابلیت برنامه‌ریزی شدن را داشت را نیز معرفی کرد. در همان سال، او شرکت اپل را ترک کرد، و طبق اظهارات او، دلیل او برای ترک شرکت، کسب تجربه در ساخت محصولات جدید و کوچکتر بود. در سال ۱۹۸۸، کمپانی سی ال ۹ نیز تعطیل شد، و در سال ۲۰۰۱، او شرکت چرخ‌های زئوس را به منظور ساختِ تکنولوژی‌های جی‌پی‌اس و بی‌سیم نیز تأسیس کرد. در سال ۲۰۰۶، کمپانی چرخ‌های زئوس نیز تعطیل شد، و وازنیک به همراه دو تن از فارغ‌التحصیلان اپل به نام‌های الن هنکاک و گیل آمِلیو، شرکت فناوری اکویی کور را به عنوان یک شرکت مرکزی با هدفِ سهیم شدن در سهام دیگر شرکت‌ها در عوض توسعه دادن آن‌ها نیز تأسیس کرد. بعدها این شرکت به فناوری‌های جاز تغییر نام پیدا کرد، اما در سال ۲۰۰۸  این شرکت نیز به دلایلی تعطیل شد. در طی سال‌های ۱۹۸۹ تا ۲۰۱۳، او به چندین مدرک دکترای افتخاری از دانشگاه‌های مختلف سراسر دنیا نیز دست یافت. او امروزه اکثر وقت خود را صرف سخنرانی در مجامع، دانشگاه‌ها و مراسم‌های متعدد می‌کند. پس از ترک اپل از سال ۱۹۸۷ تاکنون او مبلغی به قیمت ۱۲۰٬۰۰۰ دلار به عنوان دستمزد نیز از اپل به صورت ماهانه دریافت می‌کند. وی مقدار زیادی از پول‌هایش را خرج برنامه‌های عام‌المنفعه اش می‌کند، و همچنان مُشتاق به خرید تمام گجت‌های دنیا مانند گوشی‌های هوشمند نیز می‌باشد.

## نام
نام شناسنامه‌ای او اِستِفان گَری وازنیک است، اما مادر او مایل بود که او را اِستیفان صدا بزنند. چندی بعد، او ترجیح داد که او را واز صدا بزنند. واز کوتاه شده نام خانوادگی او می‌باشد، و واز کوتاه شده نام شرکتی که او تأسیس کرده بود به نام چرخ‌های زئوس نیز می‌باشد. او نیز همچنان به جادوگر شگفت‌انگیز معروف است. در اوایل دهه ۱۹۷۰ میلادی نیز او به آبی برکلی در انجمن فون فریک معروف بود.

## اوایل زندگی و حرفه
استیو وازنیک، پسر مارگارِت اِلاین (مادر) و جیِکوب فرانسیس وازنیک (پدر)، در شهر سن خوزه، واقع در ایالت کالیفرنیا متولد شد. پدر او یک لهستانی-آلمانی تبار و مادر او از نژاد آلمان، ایرلند و انگلستان می‌باشد.
در سال ۱۹۶۹ وازنیک به دلیل هک کردن سیستم دانشگاه کلرادو بولدر که در آن به عنوان دانشجوی سال اولی تحصیل می‌کرد از آنجا اخراج شد.
در پی مصاحبه‌ای که در سال ۲۰۰۷ توسط ای‌بی‌سی نیوز با او صورت گرفت، وازنیک از آشنایی‌اش با استیو جابز نیز تعریف کرد؛ در آن مصاحبه، وازنیک گفت:
ما اولین بار در سال ۱۹۷۱ وقتی که من دوران دانشگاهم را سپری می‌کردم و جابز هنوز به مدرسه می‌رفت با همدیگر آشنا شدیم. یک دوست به من گفته بود که خوب است با استیو جابز آشنا بشوم چون او هم از الکترونیک خوشش می‌آید و از آن گذشته شوخ‌طبع هم می‌باشد.
در سال ۱۹۷۳، در شهر لاس گاتوس واقع در استان کالیفرنیا، استیو جابز به عنوان یک کارمند مشغول کار در کمپانی بازی سازی آتاری بود.
زحمت ساخت یک صفحه مدار برای ساخت بازی ویدئویی به نام شکستن نیز به او واگذار شده بود. بر طبق گفته‌های بنیان‌گذار کمپانی آتاری، نولان باشنل، این شرکت به ازای هر تراشهای که از روی دستگاه حذف شده باشد، ۱۰۰ دلار به عنوان دست‌مزد پرداخت خواهد کرد. استیو جابز که دانش اندکی در طراحی و ساخت صفحه مدار داشت، معامله‌ای با استیو وازنیک انجام داد؛ معامله به این صورت بود که اگر وازنیک بتواند تعداد تراشه ها (چیپ ها) را به حداقل ممکن برساند، دستمزد این کار را به صورت مساوی بین یکدیگر تقسیم کنند. وازنیک توانست تعداد تراشه ها را با استفاده از حافظه دسترسی تصادفی به پنجاه عدد کاهش دهد. در نهایت، مبلغ تعیین‌شده برای حذف هر تراشه از روی صفحه مدار، از طرف کمپانی آتاری به استیو جابز پرداخت شد. جابز به وازنیک گفت که آن‌ها ۷۰۰ دلار به او پرداخت کردند؛ بنابراین سهم وازنیک ۳۵۰ دلار شد. اما این در صورتی بود که مبلغی که در واقع به استیو جابز پرداخت شده بود، ۵۰۰۰ دلار بود؛ بنابراین سهم استیو وازنیک می‌بایست ۲۵۰۰ دلار می‌شد. (حائز ذکر است که ۵۰۰۰ دلار آن زمان برابر با ۲۷٬۵۶۴ دلار امروز آمریکا می‌باشد)
آن زمان، وازنیک اطلاعات زیادی دربارهٔ کسب و کار نداشت و از سختی‌ها و مشکلات پیرامون آن باخبر نبود. تا اینکه ده سال گذشت و سرانجام او توانست در زمینه کسب و کار نیز ترقی کند. اما او گفت که اگر استیو جابز حقیقت را دربارهٔ مبلغ پرداخت شده به او می‌گفت، و می‌گفت که نیازمند به پول است، وازنیک آن مبلغ را به او پرداخت می‌کرد.

## کامپیوتر اپل

### تولد اپل
در سال ۱۹۷۱، دوست استیو وازنیک که بیل فرناندز نیز نام داشت، استیو جابز را به وازنیک معرفی کرد. ان زمان جابز و فرناندز در یک مدرسه محلی در حال تحصیل بودند. جابز و وازنیک زمانی با یکدیگر دوست شدند که جابز در تابستان برای کمپانی اچ‌پی کار می‌کرد، جایی که وازنیک نیز همچنان کارمند آنجا بود و مشغول کار بر روی پروژه ساخت یک کامپیوتر بزرگ بود. همچنان در همان سال، یعنی ۱۹۷۱، وازنیک از ادامه تحصیل در دانشگاه برکلی کالیفرنیا یک سال بعد از ثبت نامش در آنجا منصرف شد.
در سال ۱۹۷۶، وازنیک کامپیوتری ساخت که منجر به معروف شدن او شد. او به تنهایی از پس ساخت سخت‌افزار، صفحه مدار و سیستم عامل برای ساخت اپل I نیز برآمد. سال قبل، در ۲۹ ژوئن، او اولین نمونه اپل I را امتحان کرد، که نتیجه اش به نمایش درآمدن تعدادی حروف و اجرا شدن چند نمونه برنامه کامپیوتری بود. برای اولین بار در تاریخ بود که یک کاراکتر توسط یک کامپیوتر خانگی روی نمایشگر تلویزیون به نمایش درآمده بود. با اپل I، وازنیک و جابز قصد تحت تأثیر قرار دادن انجمنی به نام هوم برو واقع در شهر پالو آلتو که متشکل از افراد علاقه‌مند به الکترونیک و کامپیوتر بود را نیز داشتند. به عبارتی دیگر، هر یک از اعضای این انجمن، دستگاه یا دستگاه‌های الکترونیکی و کامپیوتری که خود به تنهایی یا به صورت تیمی می‌ساخت را به اعضای دیگر این انجمن نشان می‌داد. آن انجمن یکی از چند مراکز کلیدی به منظور نشان دادن خلاقیتها و ایدهها و ساخته‌های شخصی یا گروهی افراد، در صنعت الکترونیک و کامپیوتر، و ضرورت گسترش صنعت مایکرو کامپیوترها برای دهه‌های آتی بود. بر خلاف طراحی‌های اعضای دیگر انجمن، اپل I قابلیت متصل شدن به یک نمایشگر ویدئویی را داشت که توجه جمعیت حاضر در آنجا را نیز جلب کرد.
جابز ایدهای برای فروش اپل I به عنوان یک صفحه مدار چاپی تماماً مونتاژ شده داشت. وازنیک که اعتقادی به این کار نداشت، سرآخر توسط جابز متقاعد شد که حتی در صورت عدم موفقیت‌شان، حداقل می‌توانند به نوه‌هایشان بگویند که ما صاحب یک کمپانی بودیم. باهم تعدادی از وسایل خود مثل ماشین حساب علمی وازنیک و اتومبیل جابز به نام فولکس‌واگن ون را جمعاً ۱۳۰۰ دلار فروختند و شروع به ساخت و مونتاژ صفحه مدارها در اتاق خواب جابز کردند، اما وقتی که به مشکل کمبود فضا برخوردند، ادامه کار را در گاراژ استیو جابز نیز انجام دادند. آپارتمان وازنیک که در شهر سن خوزه نیز قرار داشت، پُر شده بود از مانیتورها، وسایل الکترونیکی و تعدادی بازی کامپیوتری که او ساخته بود.
در اول ماه آوریل سال ۱۹۷۶، جابز و وازنیک کامپیوتر اپل را تشکیل دادند. وازنیک از شغل خود در شرکت اچ پی استعفا داد و پُست معاونت ارشد بخش توسعه و پژوهش اپل را نیز از آن خود کرد. طراحی ساخت اپل I به آلتیر ۸۸۰۰ که اولین مایکرو کامپیوترها تجاری بود نیز شباهت داشت، اما در اپل I تدارکاتی برای کارت‌های توسعه داخلی دیده نشده بود، یعنی شکافی برای متصل شدن کارت‌های توسعه بر روی صفحه مدار ساخته نشده بود. از کارت‌های توسعه داخلی امروزه می‌توان به کارت گرافیک، کارت صدا، کارت حافظه، کارت یو اس بی و کارت تی وی نیز اشاره کرد.
از مزایای قابلیت پشتیبانی از کارت توسعه می‌توان به استفاده آلتیر ۸۸۰۰ از آن برای متصل شدن به یک ترمینال کامپیوتری به منظور برنامه‌نویسی شدن در زبان بیسیک نیز نام برد.
در مقایسه باید گفت که اپل I یک کامپیوتر سرگرم‌کننده بود که شامل یک ریز پردازنده ۲۵ دلاری به نام ام او اس ۶۵۰۲، حافظه فقط خواندنی دویست و پنجاه و شش بایتی، حافظه دسترسی تصادفی چهار یا هشت کیلوبایتی و کنترلر نمایشگر ۴۰ در ۲۴ کاراکتر روی یک صفحه مدار ساده می‌شد.
اولین کامپیوتر اپل فاقد جعبه، دستگاه منبع تغذیه برق، کیبورد و نمایشگر بود. در واقع کاربر خود مجبور به تهیه آن‌ها بود. اپل I به قیمت 66,666$ دلار به فروش رفت. طبق گفته‌ استیو وازنیک، او منظور خاصی از انتخاب این قیمت نداشت.
همان‌طور که خودش گفت:
این قیمت را انتخاب کردم چون از تکرار شدن اعداد در کنار هم خوشم می‌آید. — https://www.uniladtech.com/apple/first-apple-computer-price-825579-20241230
جابز و وازنیک، ۵۰ عدد اپل I به شخصی به نام پاول ترل کسی که در حال راه اندازی فروشگاه قطعات کامپیوتری جدید خود به نام بایت شاپ در مانتین ویو ایالت کالیفرنیا بود نیز فروختند. پس از موفقیت اپل I، استیو وازنیک به کمک دوستان توانست اپل II را طراحی کند. اولین کامپیوتر شخصی که قابلیت نمایش رنگ و برنامه‌نویسی شدن در زبان بیسیک را داشت.
در طی مراحل ساخت اپل II، استیو جابز اظهار داشت که اپل II باید ۲ شکاف برای کارت‌های توسعه داشته باشد، در حالی که نظر استیو وازنیک تکیه بر ۶ شکاف بود. در خلاصه، طی مناظره‌ای، تصمیم بر آن شد که ۸ شکاف داخل اپل II نیز قرار بگیرد.
اپل II به یکی از موفق‌ترین کامپیوترهای شخصی آن دوران تبدیل شده بود، که به تولید انبوه نیز رسیده بود.

### کار در شرکت اپل

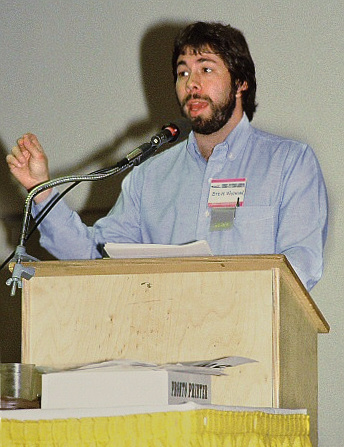
استیو وازنیک در سال ۱۹۸۳

وازنیک از مهندسی لذت می‌برد، نه مدیریت، و همان‌طور که مهندسین دیگری به کمپانی در حال رشد اپل ملحق می‌شدند، او احساس کرد که دیگر نیازی به ماندنش در اپل نیست.
در ماه مه ۱۹۸۲ و ۱۹۸۳، وازنیک به عنوان حامی در جشنواره ایالات متحده آمریکا برای جشن گرفتن تکنولوژیهای در حال تکامل نیز شرکت کرد. آن‌ها جشنواره را با به نمایش گذاشتن مثال‌هایی از تکنولوژی که شامل کامپیوترها و تلویزیون می‌شد نیز همراه با مردم و موسیقی به پایان رسانیدند.
در سال ۱۹۸۳، او به بخش توسعه محصولات اپل بازگشت. مِیلی به تغییر نقش خود به عنوان یک مهندسی در آنجا نداشت.
در سال ۱۹۸۶، او با دختری به نام کَندیس کِلارک ازدواج کرد، و با نام راکی کلارک (که راکی راکون نام سگ او و کلارک نام خانوادگی زن او بود) به دانشگاه برکلی کالیفرنیا برای دست یابی به مدرک کارشناسی رشته مهندسی الکترونیک و علوم کامپیوتر نیز بازگشت.
در فوریه سال ۱۹۸۷، دوازده سال پس از پایه‌گذاری اپل، او کمپانی را به کلی ترک کرد. هرچند وازنیک به عنوان کارمند اپل باقی ماند و هر سال دست مزدی حدود ۱۲۰ هزار دلار به او پرداخت می‌شد. او همچنان یکی از سهام داران کمپانی اپل است. از زمانی که او شرکت اپل را ترک کرد تا زمان مرگ استیو جابز که در اکتبر سال ۲۰۱۱ نیز رخ داد، او ارتباط خود با جابز را از بین نبرده بود. هرچند که در سال ۲۰۰۶ طبق اظهارات او، جابز و او دوستان نزدیکی نبودند.
با وجود موفقیت او در تأسیس شرکت اپل، وازنیک احساس خوبی نسبت به مسیر پیش رو گرفته شرکت که نتیجه تصمیم‌گیری‌ها و مدیریت استیو جابز بود نیز نداشت.
در پست الکترونیکی که یکی از طرفدارانش به او ارسال کرده بود، که در وبسایت وازنیک نیز قابل مشاهده می‌باشد، اشاره‌ای به کناره‌گیری وازنیک از اپل شده‌است، که وازنیک در پاسخ به آن پست الکترونیکی گفت:
من از شرکت اپل کناره‌گیری نکردم. این تنها یک باور نادرست از وال استریت ژورنال بود که گمان می‌کردند من شرکت اپل را به دلیل چیزهایی که دوست نداشتم ترک کردم، یا اینکه بتوانم حقوق بازنشستگی ام را به عنوان یک وفادار هر ماه بگیرم. اینها کاملاً اشتباه‌اند. من فقط می‌خواستم تجربه‌های بیشتری در ساخت و طراحی محصولات کوچک کسب کنم. برای مثال: یک دستگاه کنترل از راه دور عمومی. 
یکی از خواسته‌های استیو وازنیک، آموزش دادن به دانش آموزان ابتدایی به دلیل مهم بودن نقش معلم بر زندگی و آینده دانش آموزان بود. سرانجام او توانست به دانش آموزان سال پنجمی تا سال نهمی و همچنان معلمان نیز آموزش دهد.
در طی مصاحبه‌ای با او در سال ۲۰۱۳، او اظهار داشت که مکینتاش به دلیل مدیریت ضعیف استیو جابز شکست خورد، اما این شکست تا زمانی بود که استیو جابز مدیریت را در دست داشت؛ بنابراین با ترک جابز مکینتاش به موفقیت رسید.
همان‌طور که وازنیک گفت:
جابز به تیم لیسا، تیمی که جابز را بیرون انداخته بودند، می‌گفت «احمق» به خاطر گران کردن بیش از حد قیمت کامپیوتر لیسا، که ۱۰۰۰۰ دلار بود. برای رقابت با تیم لیسا، جابز و تیم جدیدش، یک کامپیوتر کاملاً ضعیف که ارزان‌تر از کامپیوتر لیسا بود ساختند، که به نحوی باز هم قیمتش بالا بود. برای مثال، حجم حافظه دسترسی تصادفی کامپیوتر را کم کردند. 
او دلیل موفقیت نهایی مکینتاش را به کسانی مثل جان اسکالی نسبت داد، و همان‌طور که خودش دربارهٔ جان اسکالی گفت:
کسی که قصد داشت یک فروشگاه مکینتاش تأسیس کند وقتی که دوران استفاده اپل II دیگر تمام شده بود. 

## سال‌های پس از ترک اپل
در سال ۱۹۸۵ وازنیک تصمیم به تأسیس کمپانی سی ال ۹ گرفت. دو سال بعد، سی ال ۹ اولین دستگاه کنترل از راه دور عمومی که قابلیت برنامه‌ریزی شدن داشت را نیز معرفی کرد. استیو وازنیک همچنان به دانش آموزان سال پنجمی نیز آموزش داد.
در سال ۲۰۰۱ وازنیک شرکت چرخ‌های زئوس را به منظور ساخت تکنولوژی جی پی اس بی‌سیم نیز تأسیس کرد. همان‌طور که خودش گفت:
به نیت کمک روزمره به مردم برای جستجوی آسان‌تر چیزها. 
در سال ۲۰۰۲ استیو وازنیک به جمع هیئت مدیره کمپانی ریپکورد نتورکز، به الن هنکاک، گیل املیو، مایک کانر، و دیگر پایه‌گذار کمپانی چرخ‌های زئوس به نام الکس فیلدینگ، (تمام فارغ‌التحصیلان شرکت اپل)، برای ساخت دستگاه‌های ارتباط از راه دور جدید نیز ملحق شد. بعد از آن، در همان سال، او به جمع هیئت مدیره شرکت دنجر، سازنده تلفن هوشمند هیپ تاپ نیز ملحق شد.
در سال ۲۰۰۶ درب کمپانی چرخ‌های زئوس نیز بسته شد و وازنیک به همراه دو تن از فارغ‌التحصیلان اپل به نام الن هنکاک و گیل آمِلیو، شرکت فناوری اکویی کور را به عنوان یک شرکت مرکزی با هدف سهیم شدن در سهام دیگر کمپانیها در عوض توسعه دادن آن‌ها نیز تأسیس کرد.
در سال ۲۰۰۶ او کتاب زندگی‌نامه خود به نام آی واز: چگونه توانستم یک کامپیوتر شخصی اختراع کنم، کمپانی اپل را تأسیس کنم، و از این کار لذت ببرم را که توسط نویسنده معروفی به نام جینا اسمیت نویسندگی شده‌است را نیز انتشار کرد.
در سال ۲۰۰۶ وازنیک در یک مسابقه ملی در شهر اتلانتا به پشتیبانی و برگزاری شرکت فرست برای به نمایش گذاشتن رباتهای کمپانی لگو نیز شرکت کرد.
در سال ۲۰۰۷ وازنیک به عنوان مشاور به جمع مشاوران کمپانی اسکات وست نیز پیوست.
در سال ۲۰۰۹ وازنیک به عنوان دانشمند ارشد به کمپانی سرویس دهنده فیوژن-ایو که واقع در شهر سالت لیک استان یوتا کشور ایالات متحده آمریکا می‌باشد نیز ملحق شد.
در سال ۲۰۱۰ و ۲۰۱۲ وازنیک در دو مراسم دیگر کمپانی فرست که یکی در سالن بزرگ ایالتی اریزوانا در شهر مرکزی فینیکس و دیگری در شهر لاس وگاس در استان نوادا برگزار شده بود نیز به عنوان داور شرکت کرد.
در هجدهم ماه نُوامبر سال ۲۰۱۰ در شهر هگ کشور هلند جنوبی واقع در غرب قاره اروپا، وازنیک برای سخنرانی در قله علم و تکنولوژی، در مرکز انجمن کنواسیون جهانی نیز به جایگاه رفت، که در طی سخنرانی، او از پیشی گرفتن بازار اندروید از بازار آیفون اما حفظ شدن آیفون از لحاظ کیفیتی نیز پیش‌بینی کرده بود.
در هشتم ژوئن سال ۲۰۱۱ وازنیک به تیم مدیریتی شرکت فیوژن-ایو برای جشن گرفتن اولین روز تجارت کمپانی در بورس اوراق بهادار ان وای اس ای، با به صدا درآوردن زنگ افتتاح نیز ملحق شد.
در بیستم ماه اُکتبر سال ۲۰۱۱ وازنیک در یک که در مرکز نمایشگاه ارل در شهر لندن نیز برگزار شده بود، نُطقی با عنوان «رؤیای امروز علم، حقیقت فردای آن» نیز به گوش جمعیت حاضر در آنجا رساند.

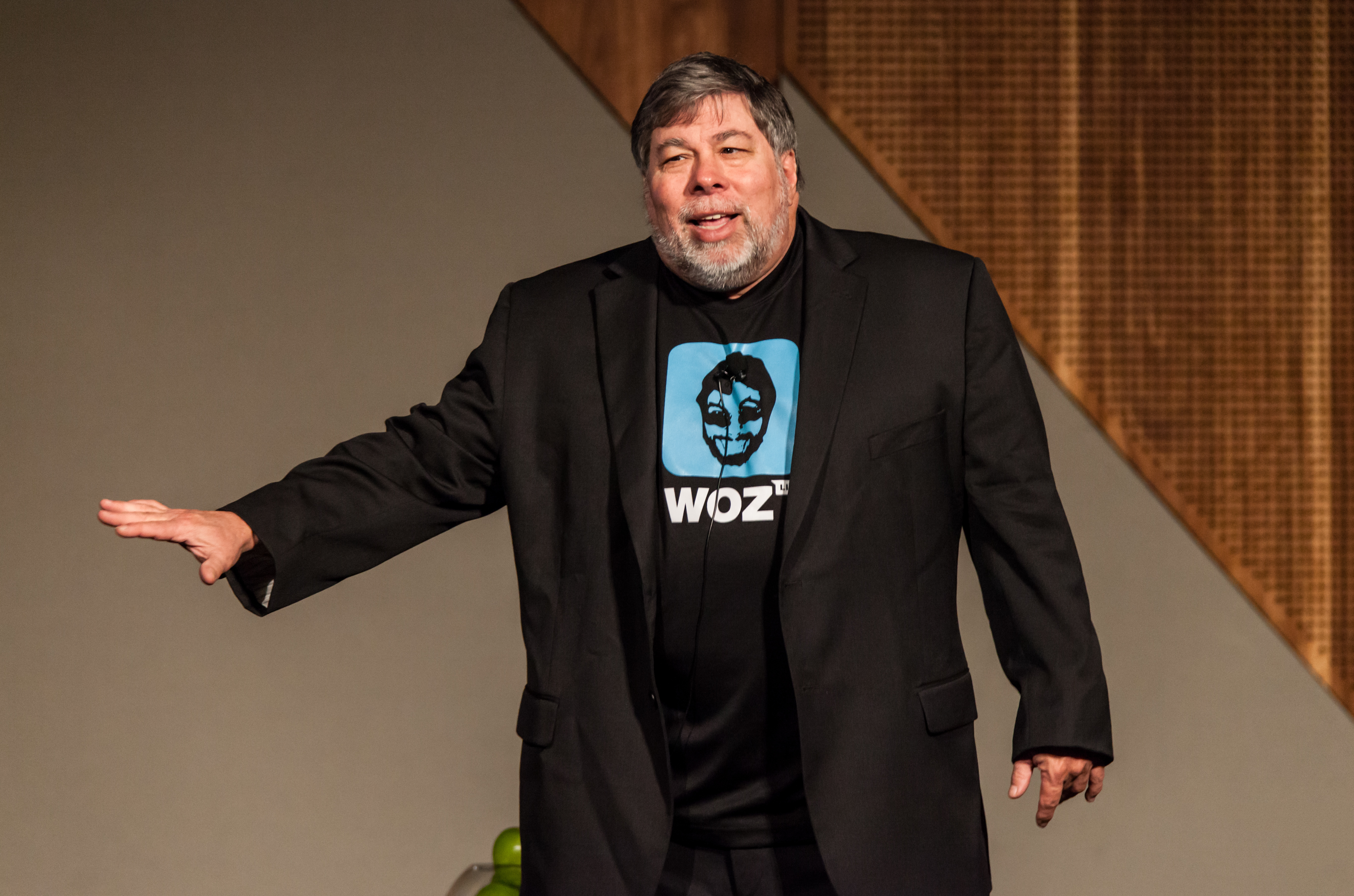
استیو وازنیک در جایگاه سخنرانی در نمایشگاه ملبورن و مرکز کنوانسیون کشور استرالیا، شانزدهم ماه می سال ۲۰۱۲

در چهاردهم ماه نُوامبر سال ۲۰۱۱ در «روز کار آفرینی» دانشگاه راتگرز واقع در شهر نیو برانزویک ایالت نیو جرسی، استیو وازنیک به منظور سخنرانی برای دانشجویان نیز به آنجا رفت.
در شانزدهم ماه مِی سال ۲۰۱۲ وازنیک در مراسم و از لیو که در نمایشگاه ملبورن و مرکز کنوانسیون واقع در کشور استرالیا برگزار شده بود نیز صحبتی انجام داد.
در بیستم ماه اُکتبر سال ۲۰۱۲ وازنیک همچنان در مراسم ابتکار تیوانا در مرکز فرهنگی تیو انا واقع در شهر تیو انا در کشور مکزیک نیز صحبتی انجام داد.

### اقدامات عام‌المنفعه
از زمانی که او شرکت اپل را ترک کرد، رقم بسیار زیادی از پول‌هایش به علاوه پشتیبانی فنی بسیار خوبی را خرج برنامه‌های مربوط به فناوری برای مدرسه محلی خود کرد.
استیو وازنیک، سازمانی به نام «ما را هم آهنگ کن» برای پشتیبانی از پروژه‌های آموزشی و عام‌المنفعه اش نیز تشکیل داد.
در سال ۱۹۸۶ وازنیک تندیس خود به نام دستیابی به جایزه‌های وازنیک (که عموماً به جایزه وازی نیز معروف است) را به ۶ تن از دانش آموزان دبیرستانی و دانشجویان کالج منطقه خلیج سانفرانسیسکو به دلیل استفادهٔ نوآورانه‌شان از کامپیوترها در عرصه‌های کسب‌وکار، هنر و موسیقی نیز اهدا کرد.
در سال ۲۰۰۹ یکی از دانشجویان، به کمک دوست وازنیک به نام جو پاتان، با پشتیبانی بنیاد کمپ رؤیاها، فیلمی به نام کمپ واز: جنونی تحسین‌برانگیز در بشر دوستی دربارهٔ استیو وازنیک نیز ساخت.

### افتخارات و جوایز
در سال ۱۹۷۹ به او جایزه گریس موری هاپر نیز تعلق گرفت.
در سال ۱۹۸۵ به او و استیو جابز، از طرف رئیس‌جمهور ایالات متحده آمریکا به نام رونالد ریگان، مدال ملی تکنولوژی نیز اهدا شد.
در ماه دِسامبر سال ۱۹۸۹ از طرف دانشگاه کلرادو در بولدر، جایی که او اواخر دهه ۶۰ میلادی در آن تحصیل کرده بود، به او مدرک افتخاری دکترای مهندسی کامپیوتر نیز اهدا شد. پس از آن، او بودجهای برای ساخت آزمایشگاهی در همان دانشگاه به نام «آزمایشگاه واز» نیز به آن دانشگاه اهدا کرد.
در سال ۱۹۹۷ نام او در موزه تاریخی کامپیوتر نیز ثبت شد.
استیو وازنیک اصلی‌ترین حامی مالی موزه اکتشافات کودکان سن خوزه نیز می‌باشد. به افتخار او، خیابان رو به رویی این موزه نیز و از وی نام گرفت.
در سال ۲۰۰۰ وازنیک به تالار بزرگ مخترعین ملی آمریکا نیز دعوت شد.
در سال ۲۰۰۱ هفتمین جایزه سالیانه جایزه هنز به دلیل نقش برجسته اش در فناوری و اقتصاد نیز به او تعلق گرفت.
در ماه دِسامبر سال ۲۰۰۵ او مدرک دکترای مهندسی کامپیوتر را از دانشگاه کترینگ به عنوان جایزه نیز دریافت کرد.
او همچنان از طرف دانشگاه ایالتی کارولینای شمالی و دانشگاه نوا به دو مدرک دکترای افتخاری دیگر نیز دست یافت، به علاوه دریافت جایزه تکنولوژی از جشنواره Telluride Tech.
در ماه مِی سال ۲۰۱۱ مدرک افتخاری دکترای مهندسی کامپیوتر از طرف دانشگاه ایالتی میشیگان نیز به او تعلق گرفت.
در سال ۲۰۱۱ انجمن انسانیت آمریکایی به او جایزه اسحاق اسیموو را نیز اهدا کرد.
در سال ۲۰۱۱ به او جایزه کروی فناوری توسط رئیس‌جمهور کشور ارمنستان به دلیل سهم برجسته او در فناوری اطلاعات نیز تعلق گرفت.
در ماه ژوئن سال ۲۰۱۲ استیو وازنیک به مدرک دکترای مهندسی کامپیوتر از طرف دانشگاه سانتا کلارا نیز دست یافت.
در ماه فوریه سال ۲۰۱۴ در شهر لس آنجلس، استیو وازنیک شصت و ششمین مدال هوور را از طرف رئیس مؤسسه مهندسان برق و الکترونیک و آقای روبرتو دی مارکا نیز دریافت کرد.

### مدارک دکترای افتخاری
به دلیل سهم برجسته او در فناوری، استیو وازنیک افتخار دریافت چندین مدرک دکترای مهندسی کامپیوتر از دانشگاههای مختلف را نیز داشته‌است، که در زیر لیست شده‌اند:
- دانشگاه کلرادو در بولدر: ۱۹۸۹
- دانشگاه ایالتی کارولینای شمالی: ۲۰۰۴
- دانشگاه کترینگ: ۲۰۰۵
- دانشگاه نوا: ۲۰۰۵
- دانشگاه اکوادور: ۲۰۰۸
- دانشگاه ایالتی میشیگان: ۲۰۱۱
- دانشگاه کونکوردیا در مونترال کانادا: بیست و دوم ژوئن - ۲۰۱۱
- دانشگاه دولتی مهندسی ارمنستان: یازدهم نُوامبر - ۲۰۱۱
- دانشگاه سانتا کلارا: شانزدهم ژوئن - ۲۰۱۱
- دانشگاه کامیلو خوزه سلا: هشتم نُوامبر - ۲۰۱۳
- دانشگاه ملی مهندسی پرو: بیست و دوم نُوامبر - ۲۰۱۳

### اختراعات ثبت شده
لیستی از اختراعات استیو وازنیک که به نام او ثبت شده‌اند:
- پتنت شماره ۴٬۱۳۶٬۳۵۹: مایکرو کامپیوتری که قابلیت اتصال به نمایشگر ویدئویی را داشت.[۵۳]
- پتنت شماره ۴٬۲۱۰٬۹۵۹: کنترل‌کننده برای دیسک مغناطیسی، ضبط‌کننده، یا نظایر اینها.[۵۴]
- پتنت شماره ۴٬۲۱۷٬۶۰۴: دستگاهی برای کنترل دیجیتالی سیستم رنگی پال.[۵۵]
- پتنت شماره ۴٬۲۷۸٬۹۷۲: تولید سیگنال رنگ کنترل شده به صورت دیجیتالی برای استفاده در نمایشگر ویدئویی.[۵۶]

### فیلم
- جابز (فیلمی دربارهٔ زندگی استیو جابز محصول سال ۲۰۱۳. نقش استیو وازنیک توسط بازیگری به نام جش گد نیز بازی شد)
- حقیقتی دربارهٔ تشعشعات تلفن همراه (فیلمی مستندی، محصول سال ۲۰۱۲ همراه با استیو وازنیک)
- کمپ واز: جنونی تحسین‌برانگیز در بشردوستی (فیلمی مستندی محصول سال ۲۰۰۹)
- راز تاریخی هک کردن (فیلمی مستندی، محصول سال ۲۰۰۱ همراه با استیو وازنیک)
- پیروزی نردها (سریالی مستندی دربارهٔ ظهور کامپیوتر شخصی، محصول سال ۱۹۹۶)
- غارتگران دره سیلیکون (فیلمی از شبکه تلویزیونی تی ان تی که شرحی از تاریخچه شرکت مایکروسافت و اپل از سال ۱۹۷۱ تا سال ۱۹۹۷ دارد، محصول سال ۱۹۹۹)

### تلویزیون
بعد از تماشای اجرای یک بازیگر کمدین زن به نام کتی گریفین در شهر ساراتوگا، کالیفرنیا، وازنیک تصمیم به آشنایی با آن بازیگر گرفت.
هر دو هنرمند جایزه امی را دریافت کردند.
وازنیک در سکانس‌های بسیاری در فصلِ چهارم سریال کتی گریفین: زندگی من داخل لیست دی همراه با کتی گریفین نیز بازی کرد.
وازنیک همچنان در مراسم اهدای جوایز انجمن تولیدکنندگان آمریکا همراه با کتی گریفین نیز شرکت کرد. هرچند که در برنامه هاوارد اِسترن در نوزدهم ماه ژوئن سال ۲۰۰۸ کتی گریفین اظهار داشت که او و استیو وازنیک دیگر روابط نزدیکی با یکدیگر ندارند و تصمیم گرفتند که تنها دوست یکدیگر باقی بمانند.
میمون‌های برنامه‌نویس یک سریال کارتونی است که در قسمت اول آن شخصیت استیو وازنیک وجود دارد، که وازنیک زحمت دوبله نقش کارتونی خودش در آن سریال را نیز کشیده‌است.
بعد از آن، شخصیت کارتونی وازنیک در قسمت بیستم سریال میمون‌های برنامه‌نویس هم ظاهر می‌شود. به این صورت که او یکی از حاضران همایش سالانه بازی‌های ویدپویی که در شهر لاس وگاس برگزار شده بود نیز می‌باشد، که در آنجا دِیو و جِری را هم ملاقات می‌کند.
شخصیت کارتونی او همچنان در تبلیغ ویدئویی «مکینتاش بخرید» که در قسمت پایانی فصل دومِ سریال میمون‌های برنامه‌نویس پخش شده‌است نیز ظاهر شد.
وازنیک با خبرگزاری بی‌بی‌سی برای فیلم مستند هکرهای تحت تعقیب محصول سال ۲۰۰۹ که در آن بازی کرده بود نیز مصاحبه ای انجام داد.
وازنیک در فصل هشتم برنامه تلویزیونی رقصیدن با ستاره‌ها نیز ظاهر شد و خودی نشان داد. جاییکه او با کارینا اسمیرنوف نیز رقصید.
با این وجود که وازنیک و اسمیرنوف از ۳۰ امتیاز جمعاً ۱۰ امتیاز توسط داوران دریافت کردند، این امتیاز پایین‌ترین امتیاز محسوب می‌شد؛ بنابراین او در انتظار رقص دیگری ماند.
اولین داور وازنیک را به حرکات زانویی که در طی رقص روی زمین انجام داده بود نیز تشویق کرد، اما همچنان نیز اشاره‌ای به خوب نبودنش در قسمت‌های دیگر رقص داشت. این داور ۴ امتیاز به او اهدا کرد.
دومین داور بر رقصیدن وازنیک شبیه به دیوانه‌ها اظهار داشت. این داور همانند داور اولی ۴ امتیاز به وازنیک نیز اهدا کرد.
سومین داور با بیان اینکه وازنیک تازه‌وارد به دنیای رقص می‌باشد، امتیاز بیشتری نسبت به دو داور قبلی به او اهدا کرد. این داور بر خلاف دو داور، قبلی ۵ امتیاز به او نیز اهدا کرد.
وازنیک در یک وبسایت شبکه اجتماعی، پُستی ارسال کرد، که در آن بر دُرُست نبودن رای‌های داوران نیز اظهار داشت، و گفت که داوران به دلیل نگه داشتنش در برنامه نیز مجبور به دروغ گفتن دربارهٔ امتیازش شدند. بعد از آگاه شدن از شیوه و روش داوری، او بخاطر حرفی که در آن وبسایت زده بود نیز عذر خواهی کرد.
با وجود دردِ کِشیدگی در عضلات عقب رانش، و شکستگی در پا، وازنیک همچنان به مسابقه رقص ادامه داد، اما در سی و یکم ماه مارش، با امتیاز ۱۲ از ۳۰ برای رقص تانگوی آرژانتینی که انجام داده بود نیز از مسابقه حذف شد.
در سی ام ماه سپتامبر سال ۲۰۱۰ وازنیک در فصل چهارم سریال تئوری بیگ بنگ نیز ظاهر شد. به این صورت که لئونارد، هاوارد و راجش در رستوران کیک پنیری که پنی در آن کار می‌کند نیز در حال غذا خوردن بودند و شلدون هم توسط دستگاهی پیشرفته که از طریق یک نمایشگر ویدئویی متصل به آن چهره او را نشان می‌داد و اسپیکرهایی که صدای او را پخش می‌کردند (در حالی که خود در خانه نشسته بود) نیز در جمع حضور داشت، که ناگهان از حضور استیو وازنیک و همسرش جانت هیل در یک میز که در حال غذا خوردن بودند با خبر شد، و برای گفتگو با وازنیک نیز به سمت او (توسط دستگاه پیشرفته) حرکت کرد.
در سی ام ماه سِپتامبر سال ۲۰۱۳ وازنیک به همراه دو تن از مهم‌ترین اشخاص در شکل‌گیری کمپانی اپل به نام دانیل کتک و اندی هرتزفلد در یک برنامه تلویزیونی به نام
جان جواب می‌خواهد برای بحث دربارهٔ فیلم جابز (فیلمی دربارهٔ زندگی استیو جابز که در سال ۲۰۱۳ پخش شده بود) نیز شرکت کرد.

## زندگی شخصی

### محل زندگی
وازنیک در لوس گاتوس ایالت کالیفرنیا زندگی می‌کند.

### خانواده
وازنیک از سال ۱۹۸۱ تا سال ۱۹۸۷ با همسر قبلی اش به نام کندیس کلارک زندگی می‌کرد. آن‌ها سه فرزند از خود به جای گذاشتند که جوانترین آن‌ها زمانی که روند طلاق به مراحل نهایی خود رسیده بود نیز متولد شد. پس از به اتمام رسیدن ارتباطش با بازیگر کمدین زنی به نام کتی گریفین، او با زنی به نام جانت هیل که همسر فعلی او می‌باشد نیز ازدواج کرد.

### علاقه‌مندی‌ها
- در آن زمان وقتی که اپل هنوز پایه‌گذاری نشده بود و مطمئناً گجتهای زیبایی همچون گجت‌های امروزی وارد بازار نشده بود، رادیو یکی از بهترین سرگرمی‌های او بود.[۶۸][۶۹]

امروزه او اکثر گجت‌ها همچون تلفن‌های هوشمند، تبلتها و فبلتها را خریداری می‌کند، و به عنوان بنیان‌گذار شرکت اپل، برای او فرقی ندارد که از چه بِرَندی همراه با چه سیستم عاملی استفاده کند، زیرا او عاشق همه آنهاست. از آن سیستم عامل‌ها (یا به عبارتی دیگر پلتفرمها) می‌توان به اندروید، ای او اس و ویندوز فون، که در برندهایی همچون اچ تی سی، نوکیا، سامسونگ و اپل قابل استفاده می‌باشند نیز اشاره کرد.
- استیو وازنیک عضو تیمی به نام «پس لرزه دره سیلیکون»[واژه‌نامه ۸۹] در بازی ورزشی سگ وی پلو[واژه‌نامه ۹۰] می‌باشد.[۷۸][۷۹][۸۰]
- یکی از بازی‌های مورد علاقه او تتریس (خانه سازی) است.[۸۱][۸۲][۸۳] در دهه نود، او تعداد فوق‌العاده زیادی امتیاز-بالا[واژه‌نامه ۹۱] که از آن بازی بدست آورده بود را نیز به نینتندو پاور ارسال کرد. اما آن‌ها دیگر امتیازاتش را به نمایش نمی‌گذاشتند؛ بنابراین او شروع به ارسال امتیازاتش در زیر نوشته‌ای که برعکس نام خودش بود کرد: Evets Kainzow.[۸۴]

### سقوط هواپیما
در هفتم ماه فوریه سال ۱۹۸۱، هواپیمایی که وازنیک خلبان آن بود، پس از بلند شدن از فرودگاه سانتا کروز اسکای پارک در شهر اسکات ولی ایالت کالیفرنیا نیز سقوط کرد.
وقوع حادثه از آنجا شروع شد که هواپیما در حال بالا رفتن بود که ناگهان از کار می‌افتد، به سوی باند فرودگاه منعکس می‌شود، و به طرف یک خاک ریز نیز سقوط می‌کند.
وازنیک و سه تن از مسافرانش که شامل نامزد او به نام کَندیس کِلارک، برادرش و دوست دختر برادرش می‌شد نیز صدمه دیدند. سر و صورت وازنیک نیز به شدت صدمه دیده بود که شامل از دست دادن یکی از دندان‌هایش می‌شد، و همچنان به مدت پنج هفته از یک نوع بیماری فراموشی به نام انتروگرید امنیزیا نیز زجر می‌کشید. در بیمارستان، او چیزی از سقوط هواپیما به خاطر نمی‌آورد، و حتی نام خود را نیز فراموش کرده بود، و پس از آنکه از بیمارستان مرخص شد، کارهایی را که انجام داد بود را هم به خاطر نمی‌آورد.
انجمن ملی ایمنی حمل و نقل دلیل حادثه را محتمل بر بلند شدن نابهنگام هواپیما و بی‌تجربگی خلبان نیز گزارش داده‌است.

## واژه‌نامه
1. ↑  Stephen
2. ↑  Woz
3. ↑  WoZ
4. ↑  Wheels of Zeus
5. ↑  The Wonderful Wizard of Woz
6. ↑  Berkeley Blue
7. ↑  Margaret Elaine
8. ↑  Jacob Francis Wozniak
9. ↑  ABC News
10. ↑  Breakout
11. ↑  mainframe computer
12. ↑  Hardware
13. ↑  Operating System
14. ↑  Character
15. ↑  Homebrew
16. ↑  Micro Computer
17. ↑  Fully Assembled Printed circuit board
18. ↑  Internal Expansion Cards
19. ↑  Slot
20. ↑  hobby
21. ↑  ROM
22. ↑  40-character by 24-row display controller
23. ↑  Case
24. ↑  Power Supply
25. ↑  BYTESHOP
26. ↑  Sponsor
27. ↑  Evolving Technologies
28. ↑  Candice Clark
29. ↑  Rocky Clark
30. ↑  Rocky Raccoon
31. ↑  Email
32. ↑  Wall Street Journal
33. ↑  universal remote control
34. ↑  john sculley
35. ↑  CL 9
36. ↑  Ripcord Networks
37. ↑  Ellen Hancock
38. ↑  Gil Amelio
39. ↑  Mike Connor
40. ↑  Alex Fielding
41. ↑  Danger Inc
42. ↑  Hip Top
43. ↑  Acquicor Technology
44. ↑  holding company
45. ↑  iWoz: How I Invented the Personal Computer, Co-Founded Apple, and Had Fun Doing It
46. ↑  Gina Smith
47. ↑  FIRST
48. ↑  Lego
49. ↑  Scottevest
50. ↑  Fusion-io
51. ↑  Science & Technology Summit
52. ↑  World Forum Convention Center
53. ↑  NYSE
54. ↑  Computer expo
55. ↑  Earls Court Exhibition Centre
56. ↑  WOZ Live
57. ↑  Melbourne Exhibition and Convention Centre
58. ↑  Tijuana Cultural Center
59. ↑  WOZZIE AWARD
60. ↑  college
61. ↑  Dream Camp Foundation
62. ↑  Camp Woz: The Admirable Lunacy of Philanthropy
63. ↑  Grace Murray Hopper Award
64. ↑  Ronald Reagan
65. ↑  Woz Lab
66. ↑  Computer History Museum
67. ↑  Children's Discovery Museum of San Jose
68. ↑  Woz Way
69. ↑  National Inventors Hall of Fame
70. ↑  Heinz Award
71. ↑  American Humanist Association
72. ↑  Isaac Asimov Science Award
73. ↑  Global Award
74. ↑  Hoover Medal
75. ↑  Roberto de Marca
76. ↑  Kathy Griffin
77. ↑  Emmy Awards
78. ↑  Kathy Griffin: My Life on the D-List
79. ↑  Producers Guild of America
80. ↑  The Howard Stern Show
81. ↑  Code Monkeys
82. ↑  BBC
83. ↑  Hackers Wanted
84. ↑  Dancing with the Stars
85. ↑  Karina Smirnoff
86. ↑  Social Networking Wesite
87. ↑  John Wants Answers
88. ↑  Janet Hill
89. ↑  Silicon Valley Aftershocks
90. ↑  Segway Polo
91. ↑  High-Score
92. ↑  Sky Park Airport
93. ↑  Scotts Valley,
94. ↑  anterograde amnesia
95. ↑  National Transportation Safety Board